# مهتاب سینگ
مهتاب سینگ (انگلیسی: Mehtab Singh؛ زادهٔ ۵ ژوئن ۱۹۹۸) بازیکن فوتبال است.
از باشگاه‌هایی که در آن بازی کرده‌است می‌توان به باشگاه فوتبال بنگال شرقی اشاره کرد.
وی همچنین در تیم‌های ملی فوتبال زیر ۲۳ سال و بزرگسالان هند بازی کرده‌است.